# Schelhammera multiflora
Schelhammera multiflora är en tidlöseväxtart som beskrevs av Robert Brown. Schelhammera multiflora ingår i släktet Schelhammera och familjen tidlöseväxter. Inga underarter finns listade i Catalogue of Life.